# Karl Hanssen
Karl Hanssen (Porto Alegre, 5 juli 1887 – 13 september 1916) was een Duits voetballer. Hij sneuvelde op amper 26-jarige leeftijd tijdens de Eerste Wereldoorlog.

## Biografie

### Clubcarrière
Hij begon zijn carrière bij Altona 93 in 1903 en scoorde al een hattrick in zijn eerste wedstrijd tegen Hamburger FC 1888. Na drie tweede plaatsen kon hij in 1909 kampioen worden van Noord-Duitsland. In de finale maakte hij twee van de zes doelpunten tegen Eintracht Braunschweig. Hierdoor konden ze deelnemen aan de eindronde om de landstitel. Tegen FC Tasmania Rixdorf maakte hij de 2-1, het werd uiteindelijk 4-2. In de halve finale kreeg Altona een pak slaag van BTuFC Viktoria 1889, het werd 7-0 in Berlijn. De volgende drie seizoenen werd de club telkens kampioen van Hamburg-Altona, maar stuitte dan in de eindronde twee keer op Kieler FV Holstein 02 en één keer op Eintracht Braunschweig. In 1913 kwam zijn carrière abrupt ten einde toen hij bij een botsing in een wedstrijd tegen FC Borussia 04 Harburg vier tanden verloor. Nadat hij hersteld was speelde hij enkel nog tennis.

### Nationaal elftal
Na Adolf Jäger was hij de tweede speler van Altona die voor het nationaal elftal geselecteerd werd. Op 16 oktober 1910 speelde hij tegen Nederland, die Duitsers met 1-2 verloren en op 14 april 1911 speelde hij in Berlijn gelijk tegen de Engelse amateurs. Zijn laatste interland was tegen België op 23 april 1911.